# Disciplinati di Bergamo

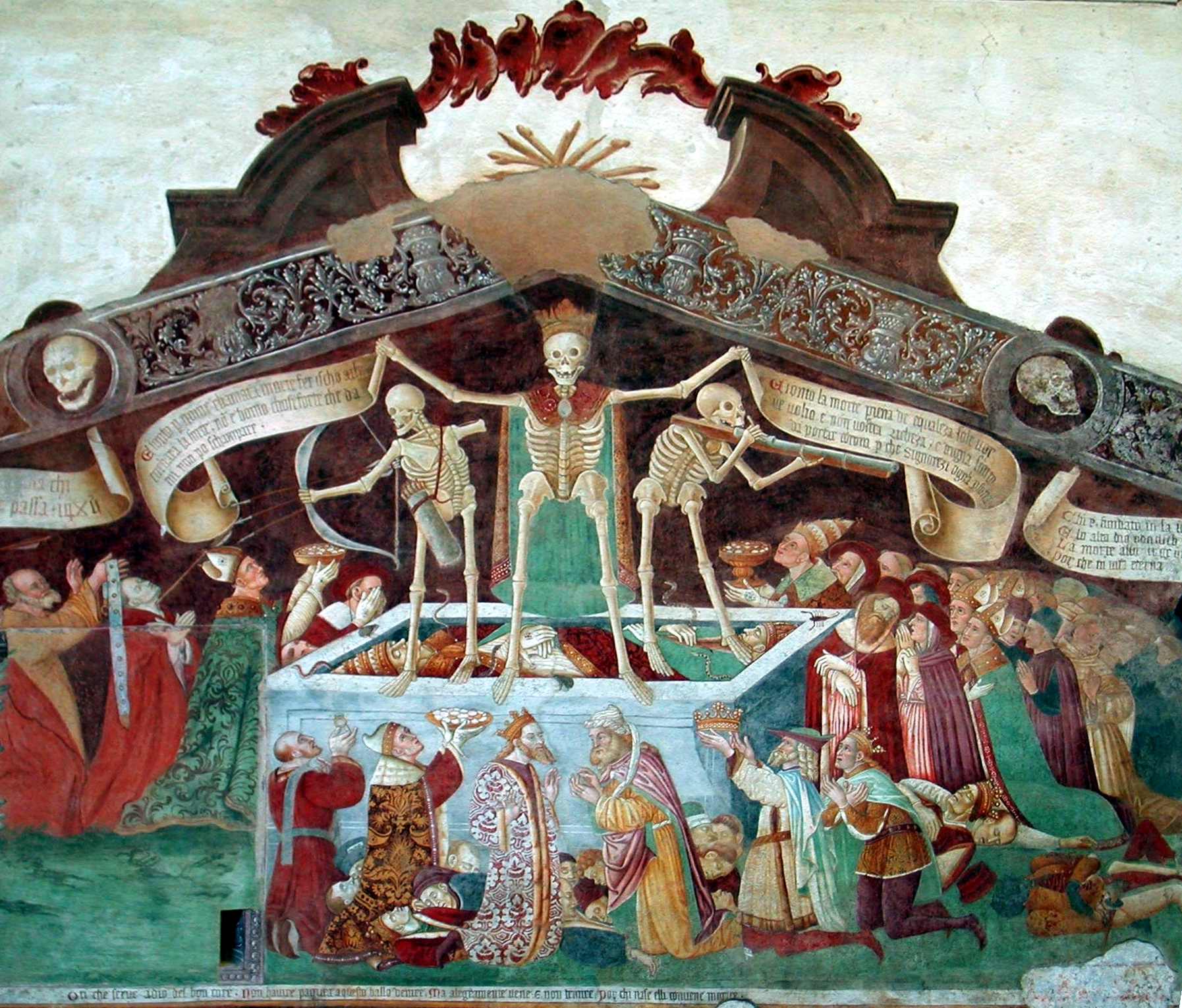
Trionfo della Morte, Oratorio dei Disciplini, Clusone

I Disciplinati di Bergamo, o Disciplini di Bergamo, nel Basso Medioevo erano dei laici riuniti in congregazioni e confraternite che, preoccupati per la salvezza della propria anima, si sottoponevano a una vita di preghiera e di penitenza tra le quali privilegiavano l'autoflagellazione. Con quest'ultima pratica cercavano, anche, di ripetere e provare sul proprio corpo le stesse sofferenze patite da Cristo nella sua passione.

## XIII e XIV secolo
Fu un fenomeno socioreligioso che ebbe tra il XIII secolo e gli inizi del XV secolo una notevole diffusione, visto con sospetto e in molte occasioni avversato dalla Curia romana che condannò alcuni suoi esponenti come eretici. Fu il vescovo Cipriano degli Alessandri il 15 ottobre 1336, a approvarne la regola concedendo l'indulgenza a chi ne avesse sostenuto economicamente la regola.

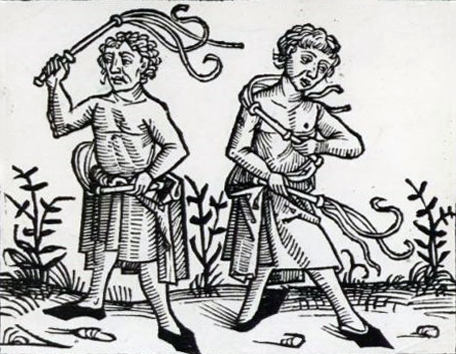
Flagellanti

La congregazione aveva lo scopo di «li homini li quali voleno dritam ente vivere et usire de li peccati a la penitentia»
I disciplinati, chiamati anche battuti per le loro manifestazioni penitenziali, trovarono un terreno fertile tra il popolo minuto in un periodo storico particolarmente difficile, caratterizzato dalle lotte fratricide che opponevano guelfi e ghibellini. Dietro queste fazioni, o per meglio dire sigle, stavano poteri feudali che, prescindendo da qualsiasi ideologia che non fosse la conquista o il mantenimento del potere, cercavano di imporre la propria supremazia.
A tutto ciò si aggiungevano le ricorrenti pestilenze con il loro bagaglio di morte, intese dalla gente come manifestazioni della collera divina per le malefatte degli uomini, e lo stato endemico di miseria in cui si dibatteva la maggior parte del popolo soggetto.

Una nuova religiosità nasceva spontaneamente e si diffondeva la dove maggiore era il disagio materiale e spirituale dando luogo a movimenti religiosi spesso ai limiti dell'eresia. 
(Carlo Ginzburg, Folklore, magia, religione, Storia d'italia, Einaudi)

## Papato e Impero
Era l'epoca dello scontro tra papato e Impero che dalle ceneri dell'impero carolingio tentavano di imporre la propria primazia quale potere universale, e al tempo stesso iniziava il loro declino politico di fronte al comparire di nuove realtà quali i nascenti comuni in Italia e i prodromi degli stati nazionali in Europa.
I Disciplinati di Bergamo si inserirono in questo stato di cose sia cercando di alleviare con opere caritative alcuni bisogni elementari della popolazione sia tentando di imporre la pacificazione generale con processioni e prediche, frammezzate dalle pratiche penitenziali cruente a cui si sottoponevano.

## Bergamo

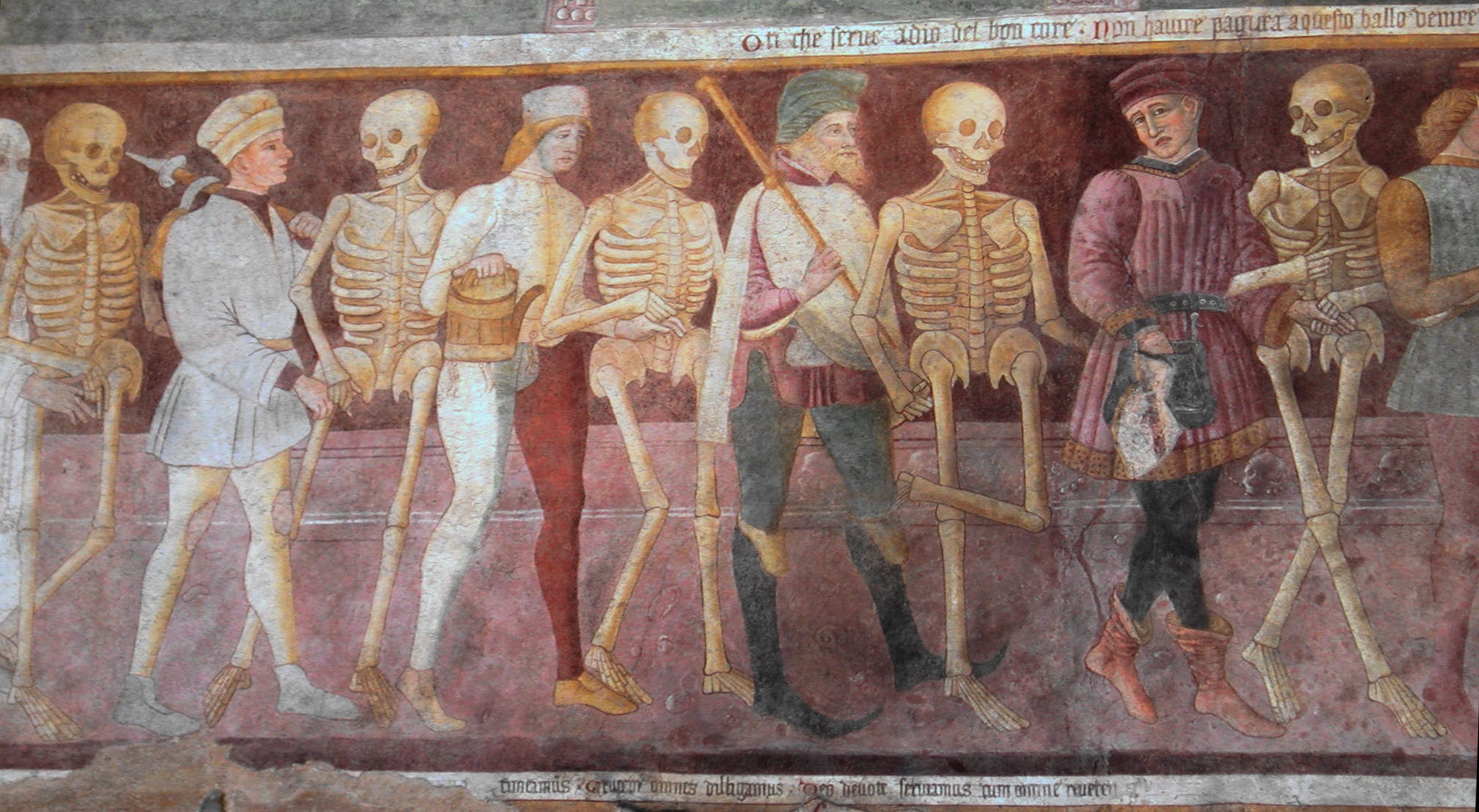
Danza macabra, Oratorio dei Disciplini, Clusone

A Bergamo questo movimento popolare-religioso ebbe nel XIV secolo un grande seguito spinto dalla veemenza oratoria di Venturino de Apibus, passato alla storia come beato Venturino da Bergamo che percorse l'Italia centro settentrionale predicando la pacificazione generale.
La confraternita aveva a capo un Ministro Generale che veniva eletto da tutti i rappresentanti delle diverse scuole, che avevano già un loro ministro, un caneparo e consiglieri. I rappresentanti delle diverse scuole si riunivano nel capitolo la seconda festa di pentecoste «in la citade de bergomo overo altrove ondo sera determinato». Il Ministro generale nominato, occupava questa carica per un anno, aveva il dovere di visitare tutte le diverse scuole sparse sul territorio e decidere dove doveva svolgersi il capitolo successivo, e tutti dovevano a lui obbedienza «in te li soy comandamenti liciti e honesti».
Le diverse scuole eleggevano i propri rappresentanti nominando da otto a dodici persone tra quelle considerate le migliori perché fossero nominati consiglieri i quali dovevano eleggere il primo ministro «da durare da Kalendo de zinaro persina a Kalendo de luyo primo sequente», quindi per sei mesi, eleggevano anche un canepario che fosse un uomo di assoluta fiducia amministrativa. Il primo ministro sarebbe poi stato il rappresentante al capitolo generale per l'elezione del Ministro generale. Tutti dovevano adempiere alle regole disciplinari dettate dei ministri e doveva non creare astio tra i diversi personaggi:
personi murmurare contra quelo sera ordinato per lo ministro i conscieri e canevaro»
(Capitolo VI della congregazione)
Nessuno dei confratelli poteva elemosinare a nome dell'ente che doveva mantenersi con le sole offerte personali, potevano però accettarne di spontanee che venivano offerte loro ma che dovevano essere subito versate al caneparo. Se un confratello necessitava di assistenza o non vi erano abbastanza fondi per il suo funerale veniva imposta una «talia» ma anche questa autorizzata e definita dal ministro.
Il movimento si caratterizzò fin dall'inizio per un forte fanatismo religioso ed ebbe un certo seguito nelle valli bergamasche dove alle normali difficoltà della sopravvivenza quotidiana si aggiungevano le uccisioni e le devastazioni conseguenti alle contrapposizioni tra guelfi e ghibellini, dietro cui agivano personaggi che trovavano copertura politica alle proprie ambizioni nello schierarsi a favore dell'uno o dell'altro potente del momento.
Nel territorio di Lemine, l'almennese, il punto d'incontro dei disciplinati era il portico della chiesa di San Giorgio in Lemine e non il suo interno in quanto interdetto dalle norme canoniche.

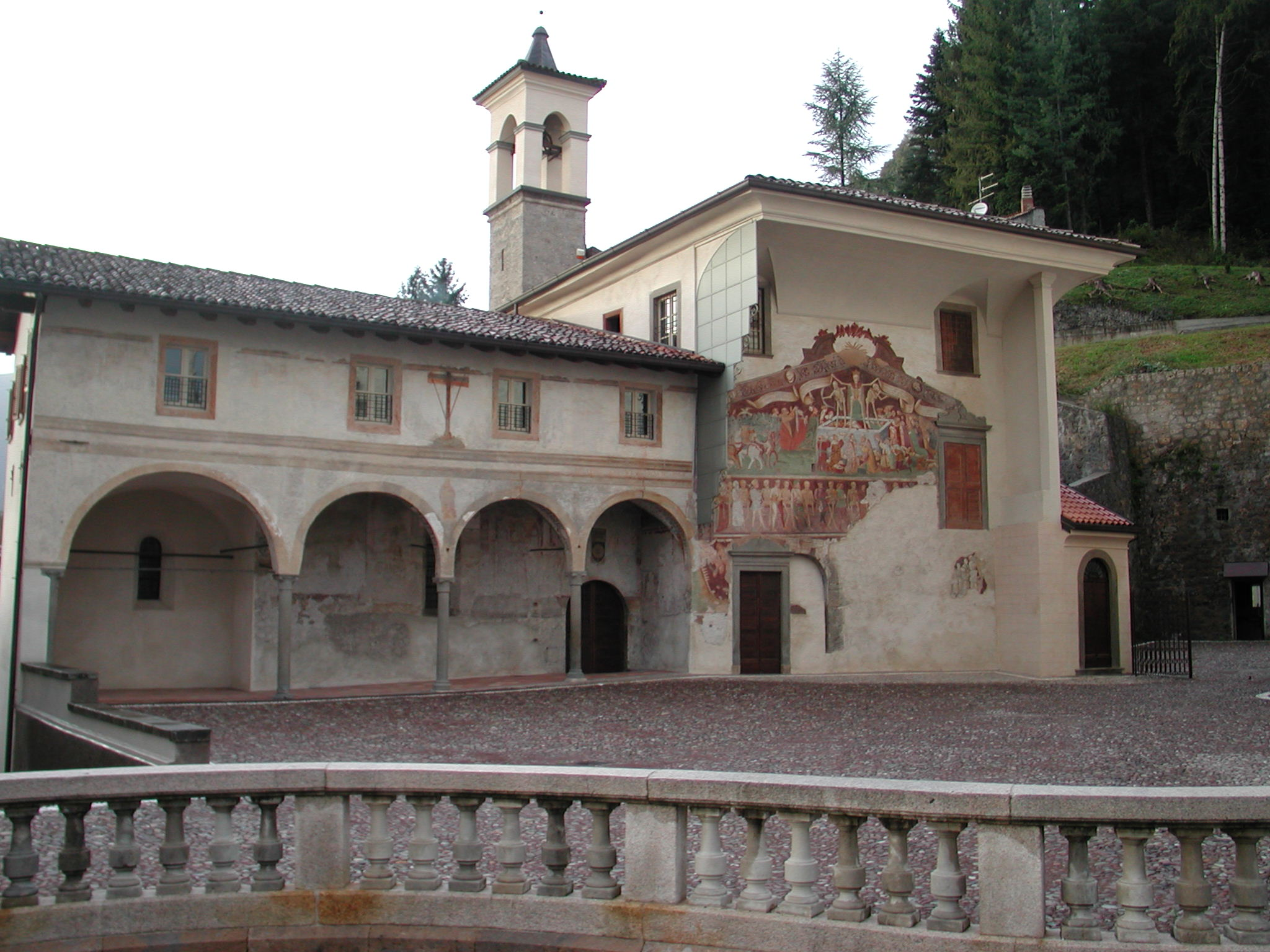
Oratorio dei Disciplini, Clusone

Del loro fervore religioso è rimasto, a Clusone in Val Seriana, l'oratorio dei Disciplini la cui costruzione fu iniziata dai cosiddetti Disciplini Bianchi nel corso del XIV secolo.
L'oratorio nei secoli successivi fu ampliato e arricchito con quegli affreschi che l'hanno reso il capolavoro storico-artistico universalmente noto per la sua Danza Macabra e il Trionfo della Morte.

### La disciplina
I membri della confraternita avevano per obbligo quello della pubblica disciplina, a cui erano esentate le donne che avevano però l'obbligo di partecipare alle riunioni. Queste si tenevano «in tuti li domenegy e feste de cescaduno anno com andati per la giesia, excepto la festa de la nativitate de yhesu xpo e dela ascensione e dela pentecoste - in tu ti li venerdì o sabati de la quadragesima e in la quinta e sexta feria e in lo sabato dela septimana sancta». Le riunioni si tenevano quindi nei locali presso la chiesa, o nella chiesa stessa se la scuola non aveva i locali adatti. Non potevano presenziare altri personaggi fuori dai disciplini e la pratica non andava mai esercitata in solitudine ma sempre davanti ai confratelli testimoni: «perchè la dita congregatione non possa incorrer in cativa fam a ni scandalo ni in alcuna heresia». I confratelli indossavano la cappa e portavano il flagello, e il rito iniziava con la lettura introduttiva che doveva ricordare quanti doni aveva dato Dio padre agli uomini, in particolare il privilegio di far parte della compagnia dei disciplinati.
La cerimonia proseguiva con la recita di nove esortazioni e dall'autoflagellazione, intercalate con la preghiera del Padre nostro, e seguivano poi le lodi al Padre, al Figlio Gesù e allo Spirito santo nella figura della Santa Trinità, e alla Madonna chiamata «madre de misericordia e fontana de pietat advocata di peccatori», nonché le litanie dei santi. Venivano recitate le preghiere per la chiesa romana, per il santo sepolcro, per la città di Bergamo e i suoi benefattori, e poi per i responsabili della scuola e per ogni persona dedita al bene, nonché al figura del papa e del vescovo di Bergamo. La pratica portava i disciplini a esaltare la propria devozione portandola poi a testimonianza nelle proprie famiglie e nella vita pubblica, portandoli a eseguire pratiche a volta anche difficili.
A Bergamo i disciplini si dividevano in tre differenti congregazioni che pur avendo la medesima regola si vestivano in differenti colori e si ritrovavano in edifici di culto diversi: i disciplini bianchi presenti nella chiesa di Santa Maria Maddalena, disciplini rossi nella chiesa della Santissima Trinità, e dei disciplini verdi nella chiesa di San Rocco, tutte tre erano presenti nella parte bassa della città orobica.

## Venturino da Bergamo
Venturino da Bergamo nel 1335 si pose a capo di un enorme pellegrinaggio, più di diecimila persone, per raggiungere Roma predicando il pentimento e la pacificazione generale.

La sua iniziativa, avversata dalla Curia pontificia, che ne temeva il carattere sedizioso, si dissolse una volta raggiunta Roma senza alcun esito e senza incidere minimamente sulla situazione storico-politica del momento.
Rimase solo il ricordo delle dolorose pratiche penitenziali a cui si sottoponevano i suoi seguaci.